# Canadian River
Der Canadian River ist ein Fluss in den USA, der die Bundesstaaten Colorado, New Mexico, Texas und Oklahoma durchfließt. Er ist zu unterscheiden von seinem Nebenfluss North Canadian River, der beim Eufaula Lake in ihn einmündet.
Mit 1458 km Länge ist der Canadian River der längste Nebenfluss des Arkansas. Er entspringt bei
(37° 1′ 0″ N, 105° 3′ 0″ W) auf 2926 m über den Meeresspiegel in der Sangre de Cristo Range im Las Animas County, Colorado.
2,5 km weiter südlich erreicht er im Colfax County New Mexico. Er fließt durch mehrere Canyons südostwärts, bis er beim Conchas Lake zum ersten Mal aufgestaut wird, ab dort fließt er ostwärts.
Der Canadian wird dann noch in den Stauseen Lake Logan und Ute Lake aufgestaut.
Er fließt dann weiter durch den Panhandle von Texas, wo er die nördliche Grenze des Llano Estacado bildet. Dann wird er im Lake Meredith aufgestaut, der als Lake Meredith National Recreation Area vom National Park Service verwaltet wird. An ihn schließt das Alibates Flint Quarries National Monument an.
Der Fluss fließt weiter durch die Ebenen von Oklahoma, wo er zahlreiche Buchten und Mäander mit Inseln aus Treibsand bildet.
Im Eufaula Lake wird er nochmal aufgestaut, bevor er im Haskell County bei
(35° 27′ 12″ N, 95° 1′ 58″ W) in den Arkansas River mündet.
Der erste Europäer im Gebiet des heutigen Texas war der spanische Eroberer Francisco Vásquez de Coronado im Jahr 1541. 1601 unternahm der spanische Gouverneur von New Mexico, Don Juan de Oñate, eine Expedition in die Prärien von Oklahoma, er nannte den Fluss Rio Magdalena.
Den Namen Canadian erhielt er von französischen Entdeckern, die eine Route von Mississippi nach Santa Fe suchten. Sie nahmen an, der Fluss würde nordwärts nach Kanada fließen.
Nach der überlieferten Tradition der Jicarilla gehört er neben dem Arkansas River, dem Rio Grande und dem Rio Pecos zu jenen vier heiligen Flüssen, die ihr Land begrenzten.
Siehe auch: Liste der längsten Flüsse der Erde

## Weblinks

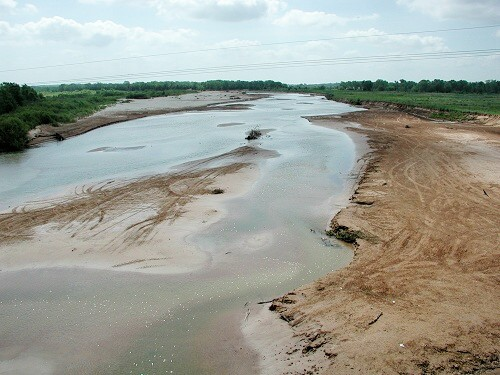
Der Canadian River in der Nähe von Bridgeport, OK